# 李尚寶
李尚寶（韓語：이상보，1981年10月21日—），韓國男演員。

## 簡歷
李尚寶於1981年10月出生，於2006年透過參演電視劇《透明人間崔長洙》出道，當時使用藝名李寶賢進行演藝活動。其後，他曾參演《浪漫獵人》（2007年）、《媳婦的全盛時代》（2007年）及《壞愛情》（2007年）等劇。在2013年參演電影《偉大的隱藏者》後，李尚寶因私人理由而在三年間中斷演藝活動，並於2016年復出後改用本名。
2020年，他參演電視劇《RUGAL》及《私生活》的配角角色，以及一部低成本電影《Mephisto》的男主角活躍於幕前。2021年，他參演日日劇《基督山小姐》，首度出演電視劇的主角角色。

## 演出作品

### 電視劇
- 2006年：KBS《透明人間崔長洙》飾演 禹寶賢
- 2007年：tvN《浪漫獵人》飾演 朴容成
- 2007年：KBS《媳婦的全盛時代》飾演 盧勝有
- 2007年：KBS《壞愛情》飾演 吳恩卓
- 2011年：KBS《特別連續劇－特別搜查隊 MSS》飾演 文正圭
- 2012年：KBS《特別連續劇－鋼與鐵的本色》飾演 英達
- 2017年：MBC《死而復生的男人》飾演 高慕富
- 2020年：OCN《RUGAL》飾演 楊文福
- 2020年：JTBC《私生活》飾演 安世真
- 2021年：KBS《基督山小姐》飾演 吳河俊
- 2023年：KBS2《優雅的帝國》飾演 羅承弼

### 電影
- 2013年：《偉大的隱藏者》飾演 國情院要員A
- 2020年：《Mephisto》飾演 韓太錫

## 外部連結
- 李尚寶的Instagram帳戶